# Predsednik Finske
Predsednik Republike Finske je državni poglavar finske države. Predsednik je neposredno izvoljen s splošnimi volitvami za dobo šestih let. Od leta 1994 noben predsednik ne more imeti več kot dveh zaporednih mandatov. Predsednik mora biti državljan Republike Finske. 
Predsedniškega kandidata lahko predlagajo državne stranke, ki so na prejšnjih parlamentarnih volitvah prejele vsaj en mandat. Kandidata lahko predlaga tudi 20.000 državljanov z volilno pravico. V primeru, da je predlagan samo en kandidat je ta samodejno proglašen za predsednika. V primeru, da je več kandidatov, je prvi krog glasovanja izveden na četrto nedeljo januarja volilnega leta. Če eden od kandidatov prejme več kot polovico oddanih glasov, je ta izvoljen za predsednika. Če noben kandidat v prvem krogu ne dobi večine, se dva tedna kasneje odvije drugi krog. Izvoljen je kandidat, ki nato prejme več glasov. 

## Seznam predsednikov
| Predsednik                  | Mandat  | Mandat |
| Predsednik                  | začetek | konec  |
| Kaarlo Juho Stahlberg       | 1919    | 1925   |
| Lauri Kristian Relander     | 1925    | 1931   |
| Pehr Evind Svinhufvud       | 1931    | 1937   |
| Kyösti Kallio               | 1937    | 1940   |
| Risto Ryti                  | 1940    | 1944   |
| Carl Gustaf Emil Mannerheim | 1944    | 1946   |
| Juho Kusti Paasikivi        | 1946    | 1956   |
| Urho Kekkonen               | 1956    | 1982   |
| Mauno Koivisto              | 1982    | 1994   |
| Martti Ahtisaari            | 1994    | 2000   |
| Tarja Halonen               | 2000    | 2012   |
| Sauli Niinistö              | 2012    | 2024   |
| Alexander Stubb             | 2024    |        |